# Raiju

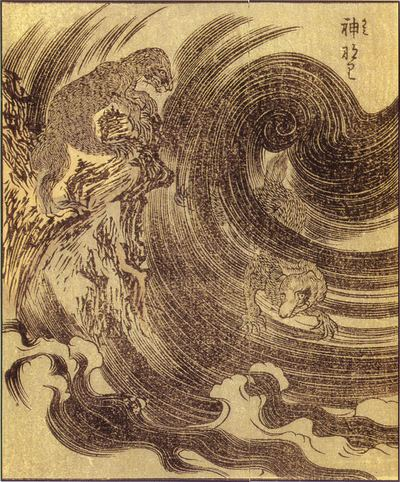
Raiju, el demonio de las tormentas.

El Raijuu o Raijū (雷獣, lit. "bestia relámpago" o "animal rugiente") es una criatura mitológica japonesa perteneciente a las creencias y al folclore propio del Sintoísmo. Es calificado como Yōkai, que es como se clasifican a los seres y fenómenos sobrenaturales que no pueden ser explicados. Se trata de una criatura compuesta de electricidad que adopta formas de animales como gatos, tigres, tejones, mangostas, civetas, toro, rinoceronte, ciervo, jabalí, oso o comadrejas, mamíferos marinos (como ballenas, delfinos o focas), pero sobre todo de un lobo o perro blanco y azul. 
Raiju es compañero de Raijin, dios shinto de los rayos y los truenos. 
Se trata de una criatura que es calmada e inofensiva hasta la aparición de tormentas, que es cuando se vuelve extremadamente agitado y brinca por entre los árboles. Si un árbol muestra las marcas de un relámpago, las personas dicen que las garras de Raiju lo han arañado. Según la tradición, la criatura gusta de esconderse en los ombligos humanos, pero, si se es miedoso, éste puede dormir en el vientre de la persona en el transcurso de las tempestades.

## Cultura Popular
- Muchas criaturas en el anime o manga están inspiradas en raijuu como por ejemplo Pokémon Raikou (Pókemon) , Raichu y Electrike , así como también la carta del trueno en Cardcaptor Sakura.
- En el anime xxxHolic aparece raiju, pero con una forma cómica de "mascota de tienda" como menciona Watanuki.
- En el anime de Captain Tsubasa, cuando Kojiro Hyuga logra hacer su nuevo tiro en plena lluvia y relámpagos, nombra a su tiro Raiju Shoot.
- En el juego de PS2 Shin Megami Tensei: Lucifer's Call
- En el juego Mortal Kombat, el dios del trueno, Raiden, está inspirado en el personaje mitológico.
- En el anime y manga de Akatsuki no Yona el personaje de Hak es apodado "Raiju" debido a su fuerza sobrehumana y su velocidad al atacar.
- En la película Pacific Rim, uno de los Kaijus recibe el nombre de esta deidad.

- Datos: Q2417943
- Multimedia: Raiju / Q2417943